# Parupeneus fraserorum
Parupeneus fraserorum är en fiskart som beskrevs av Randall och King 2009. Parupeneus fraserorum ingår i släktet Parupeneus och familjen mullefiskar. Inga underarter finns listade i Catalogue of Life.